# Aurelio Tarroni
Aurelio Tarroni (Alfonsine, 1907 – Ravenna, 24 aprile 1944) è stato un partigiano e antifascista italiano, antifascista già prima della guerra, fu tra i primi ad aderire alla Resistenza nel ravennate dopo l'Armistizio dell'8 settembre 1943.

## Eventi
Alle prime luci dell'alba del 23 aprile 1944, nel corso di un vasto rastrellamento nelle campagne tra Alfonsine e Fusignano, in un'area ove era particolarmente intensa l'attività dei partigiani, le forze nazifasciste sorpresero alcuni gappisti mentre riposavano nel fienile della cascina del mezzadro Ettore Zalambani. I sette partigiani (Giulio Argelli, Bruno Fiorentini, Giovanni Ferri, Giovanni e Severino Faccani, Francesco Martelli, Giuseppe Ballardini), dopo sette ore di furiosi combattimenti, sottoposti anche a tiri di artiglieria, vennero massacrati.
Mentre era in corso ancora l'attacco, un altro gruppo di partigiani fu individuato in una casa colonica detta "La Zanchetta": erano lì presenti il comandante di divisione Alfredo Ballotta, il vicecomandante Aurelio Tarroni, Antonio Montanari e lo slavo Reper Janez. Ballotta e Tarroni tentarono la fuga, ma il primo fu colpito a morte mentre il secondo, ferito ad una spalla, fu catturato assieme agli altri.
Tarroni, in possesso di importanti documenti del comando militare, venne sottoposto a tortura nel tentativo di estorcergli preziose informazioni: legato per i piedi fu calato in un pozzo, immergendogli la testa nell'acqua, poi appeso per i polsi ad un'inferriata di una finestra gli venne acceso un fuoco sotto i piedi, infine - visti inutili i tentativi di farlo parlare - costretto a camminare scalzo, con i piedi ustionati, per oltre un chilometro, per essere poi caricato sugli autocarri delle camicie nere ed essere avviato al carcere di Ravenna.
Fu fucilato, assieme al mezzadro Zalambani ed allo slavo, a ridosso delle mura del cimitero di Ravenna. Due settimane dopo i gapisti "Gustavo" e "Luciano" uccideranno in un attentato Dal Pozzo (uno dei triumviri del fascio ravennate che aveva comandato i rastrellamenti) nel centro di Lavezzola. Poco dopo, "sette innocenti vengono immolati dalla brigata nera in un barbarico sacrificio dedicato all'anima del gerarca."
In onore di Aurelio Tarroni verrà intitolato a suo nome un Distaccamento della 28ª Brigata Garibaldi, comandata da Arrigo Boldrini prima e da Bruna Dradi poi, operante nella zona di Alfonsine.